# Sonic Chronicles: The Dark Brotherhood
Sonic Chronicles: The Dark Brotherhood – komputerowa gra fabularna stworzona przez BioWare i wydana przez Segę 26 września 2008 na konsolę Nintendo DS. Gra opowiada o tym jak Knuckles, przyjaciel jeża Sonica, zostaje porwany, a Szmaragdy Chaosu giną po pokonaniu Doktora Eggmana.

## Przebieg rozgrywki
Jak w innych cRPG, rozgrywka dzieli się na dwa typy: eksploracja poziomu i walka. Eksploracja poziomu polega na używania stylusu do kierowania postacią. Czasami pojawia się "ikonka akcji"; gdy klikniemy na nią stylusem postać wykonuje daną akcję (np. skok, przebiegnięcie przez pętlę itp.). Każda postać ma swoje "akcje", dzięki którym gracz może przejść do miejsc niedostępnych np. Soniciem nie da się przejść przez zasłonę dymną, ale kotem Bigiem tak. Postacie można zmieniać w dowolnej chwili.
Walka polega na wybieraniu ataków, a następnie przeciwnika, który ma zostać zaatakowany. Każda postać ma swoją turę. Gdy postać zostanie zaatakowana traci punkty życia. Gdy postać straci wszystkie punkty zostaje pokonana i nie może atakować.